# Nederlands kampioenschap 10 km 2018
Het Nederlands kampioenschap 10 km 2018 vond plaats op 11 februari 2018. Het was de elfde keer dat de Atletiekunie een wedstrijd organiseerde met als inzet de nationale titel op de 10 km. De wedstrijd vond plaats in Schoorl tijdens de Groet uit Schoorl Run.
Nederlands kampioen 10 km bij de mannen werd Michel Butter en bij de vrouwen won Maureen Koster de titel.

## Uitslagen

### Mannen
| Rang   | Atleet                | Vereniging    | Tijd  |
| ------ | --------------------- | ------------- | ----- |
| Goud   | Michel Butter         | AVC           | 29.14 |
| Zilver | Edwin de Vries        | AV Almere     | 29.49 |
| Brons  | Mahadi Abdi Ali       | AV Unitas     | 29.54 |
| 4      | Frank Futselaar       | AV de Liemers | 29.58 |
| 5      | Bart van Nunen        | AV Passaat    | 30.00 |
| 6      | Jesper van der Wielen | AV Cifla      | 30.10 |
| 7      | Luc Schout            | GAC Gemert    | 30.17 |
| 8      | Lucas Nieuweboer      | KAV Holland   | 30.19 |
| 9      | Jorik van Egdom       | VAV           | 30.19 |
| 10     | Jorrit Cleij          | AV Cifla      | 30.27 |

### Vrouwen
| Rang   | Atleet               | Vereniging          | Tijd  |
| ------ | -------------------- | ------------------- | ----- |
| Goud   | Maureen Koster       | AV Phanos           | 32.36 |
| Zilver | Jip Vastenburg       | AV'34               | 33.10 |
| Brons  | Jill Holterman       | AV Cifla            | 33.35 |
| 4      | Ruth van der Meijden | AV Cifla            | 33.54 |
| 5      | Jasmijn Lau          | CIKO '66            | 34.19 |
| 6      | Julia van Velthoven  | AV Cifla            | 34.25 |
| 7      | Anne Luijten         | AV Olympus '70      | 34.33 |
| 8      | Bo Ummels            | Atletiek Maastricht | 34.42 |
| 9      | Jacelyn Gruppen      | HAC'63              | 34.47 |
| 10     | Diane van Es         |                     | 34.56 |

1999 ·
2005 ·
2006 ·
2007 ·
2008 ·
2009 ·
2010 ·
2011 ·
2012 ·
2013 ·
2014 ·
2015 ·
2016 ·
2017 ·
2018 ·
2019 ·
2021 ·
2022 ·
2023